# Liste der Stolpersteine in Legden
Die Liste der Stolpersteine in Legden enthält alle Stolpersteine, die im Rahmen des gleichnamigen Projekts von Gunter Demnig in Legden verlegt wurden. Mit ihnen soll an Opfer des Nationalsozialismus erinnert werden, die in Legden lebten und wirkten.

## Verlegte Stolpersteine
| Person, Inschrift | Adresse          | Verlege- datum | Bild                                                                | Weitere Informationen |
| --- | ---------------- | -------------- | ------------------------------------------------------------------- | --------------------- |
| Hier wohnte Grete Eichenwald geb. Seligmann Jg. 1902 deportiert 1942 Riga KZ Stutthof überlebt                           | Hauptstraße 22 · | 11. Dez. 2008  | Stolperstein Hauptstrasse 22 legden Grete Eichenwald geb. Seligmann |                       |
| Hier wohnte Karl Seligmann Jg. 1907 Flucht Holland interniert 1939 Westerbork deportiert 1942 ermordet 1942 in Auschwitz | Hauptstraße 22 · | 11. Dez. 2008  | Stolperstein Hauptstrasse 22 legden Karl Seligmann                  |                       |
| Hier wohnte Moritz Seligmann Jg. 1878 deportiert 1941 ermordet 1943 in Riga                                              | Hauptstraße 22 · | 11. Dez. 2008  | Stolperstein Hauptstrasse 22 legden Moritz Seligmann                |                       |
| Hier wohnte Rika Seligmann Jg. 1899 deportiert 1941 Riga ermordet 1944 im KZ Stutthof                                    | Hauptstraße 22 · | 11. Dez. 2008  | Stolperstein Hauptstrasse 22 legden Rika Seligmann                  |                       |
| Hier wohnte Bertha Neuberg geb. Rosenbaum Jg. 1891 deportiert 1942 ermordet 1942 in Auschwitz                            | Kirchstraße 18 · | 11. Dez. 2008  | Stolperstein Kirchstrasse 18 Legden Bertha Neuberg geb. Rosenbaum   |                       |
| Hier wohnte Jettchen Rosenbaum Jg. 1888 Heimatort verlassen 1938 deportiert 1941 ermordet in Riga                        | Kirchstraße 18 · | 11. Dez. 2008  | Stolperstein Kirchstrasse 18 Legden Jettchen Rosenbaum              |                       |